# Marlen Khutsiev
Marlén Martýnovich Jutsíev (en ruso Марле́н Марты́нович Хуци́ев) (Tiflis, 4 de octubre de 1925 – Moscú, 19 de marzo de 2019) fue un director de cine soviético y ruso de origen georgiano conocido por sus películas de culto en la década de los 60, en las que se incluyen Tengo 20 años y La lluvia de julio. Fue nombrado Artista del Pueblo de la URSS en 1986.

## Biografía
El padre de Jutsíev, Martýn Levánovich Jutsishvili (el apellido georgiano original de la familia), era un comunista de toda la vida que fue purgado en 1937. Su madre, Nina Mijáilovna Utenelishvili era actriz. Jutsíev estudió cine en el departamento de dirección del Instituto de Cinematografía Guerásimov (VGIK), donde se graduó en 1952. Trabajó como director en los Estudios de cine de Odesa de 1952 a 1958, y trabajó a tiempo completo como director en Mosfilm desde 1965 en adelante.
El primer largometraje de Jutsíev, Primavera en la calle Zaréchnaya (1956), resume el estado de ánimo del Deshielo de Jrushchov y se convirtió en uno de los principales atractivos de taquilla de la década de 1950. Tres años más tarde, Jutsíev lanzó a Vasili Shukshín "como un nuevo tipo de héroe popular" al hacerlo protagonista en "Dos Fiódores". Sin embargo, sus dos obras maestras de la década de 1960 fueron muy críticas por las autoridades, lo que obligó a Jutsíev a guardar una especie de silencio artístico. En 1978, Jutsíev comenzó a impartir clases magistrales de dirección cinematográfica en el VGIK.
Su película Infinitas de 1991 ganó el Premio Alfred Bauer en el Festival Internacional de Cine de Berlín de 1991.

## Filmografía seleccionada
| Año  | Título en España                        | Título original                      |
| ---- | --------------------------------------- | ------------------------------------ |
| 1956 | Primavera en la calle Zaréchnaya        | Vesná na Zaréchnoy úlitse            |
| 1958 | Dos Fiódores                            | Dva Fiódora                          |
| 1965 | Tengo veinte años                       | Mne dvádtsat let                     |
| 1967 | La lluvia de julio                      | Iyulski dozhd                        |
| 1970 | Era el mes de mayo                      | Byl mesiats may                      |
| 1974 | Y sin embargo, creo                     | I vsio-takí ya vériu...              |
| 1984 | Epílogo                                 | Posleslóvie                          |
| 1992 | Infinitas                               | Beskonéchnost                        |
| 2001 | La gente del 1941                       | Lyudi 1941 goda                      |
| 2013 | Venice 70: Future Reloaded (documental) | Segmento « In perpetuum infinituum » |

## Premios y distinciones
Festival Internacional de Cine de Venecia
| Año  | Categoría                  | Película          | Resultado |
| ---- | -------------------------- | ----------------- | --------- |
| 1965 | Premio especial del jurado | Tengo veinte años | Ganador   |

- Orden al Mérito por la Patria;
  - 2º clase (2006)  por sus destacadas contribuciones al desarrollo del cine nacional y muchos años de actividad creativa
  - 3ª clase (2000)  por su destacada contribución al desarrollo del arte cinematográfico
  - 4º clase (1996) por servicios al estado, muchos años de trabajo fructífero en las artes y la cultura
- Orden de Honor de Rusia (2010)
- Orden de la Insignia de Honor (1975)
- Medalla Conmemorativa por el Centenario del Natalicio de Lenin (1970)
- Artista del Pueblo de la URSS (1986)
- Artista del Pueblo de la RSFSR (1977)
- Premio Estatal de la Federación de Rusia (1993)
- Premio Triumph  (2004)
- Premio Nika (2006)